# Barleria transvaalensis
Barleria transvaalensis är en akantusväxtart som beskrevs av Anna Amelia Obermeyer. Barleria transvaalensis ingår i släktet Barleria och familjen akantusväxter. Inga underarter finns listade i Catalogue of Life.